# Alsóvadász
Alsóvadász (hongrois : Alsóvadász [ˈɒlʃoːvɒdaːs]) est une localité hongroise située dans le comitat de Borsod-Abaúj-Zemplén.

## Histoire
La région d'Alsóvadász est habitée depuis la préhistoire, comme en témoigne une hache en pierre découverte dans les années 1970, aujourd'hui exposée au musée Ottó Herman de Miskolc.  
Après la conquête hongroise, la localité fut fondée au XIe siècle par la famille Aba, qui créa également Jánosd – fusionnée avec Alsóvadász en 1906 – et une troisième localité, Vízvölgy (Wyzwelg). Cette dernière disparut dès la fin de l'époque Árpádienne, probablement à la suite des invasions mongoles. D'après des documents médiévaux, elle se situait entre Alsóvadász et Nyomár.  
Le village de Jánosd apparaît pour la première fois dans les archives en 1280, son nom provenant vraisemblablement de celui de son propriétaire. Il fut brièvement abandonné cette même année, avant d'être repeuplé, comme le prouve un registre de dîmes datant de 1317. Alsóvadász est mentionnée pour la première fois en 1317 sous le nom de Vadaz, en référence aux chasseurs royaux qui y résidaient sous la dynastie Árpád. En 1329, elle apparaît également sous l'appellation Miklósfalva (Wadaz alio nomine Michlosfalwa), car le roi en fit don à Miklós, fils de Lőrinc, ispán de Zólyom.  
En 1403, le roi Sigismond de Luxembourg attribua Alsóvadász et Jánosd à Péter Perényi. Un recensement de 1427 y dénombra 64 portées (unités fiscales), chaque portée étant occupée par trois à quatre foyers. À cette époque, Alsóvadász était la deuxième localité la plus peuplée de la région, après Szikszó.  
Lors d'un raid punitif mené en 1588, les troupes ottomanes attaquèrent Szikszó, où les habitants s'étaient réfugiés dans une église fortifiée. Bien que faiblement armés face aux canons turcs, ils furent secourus par les troupes de Zsigmond Rákóczi, qui interceptèrent l'ennemi près d'Alsóvadász. La bataille fit 2 000 morts parmi les Turcs, qui furent enterrés entre la route menant à Alsóvadász et le ruisseau Vadász. Selon la tradition locale, une colline artificielle, appelée Törökhalom (*colline turque*), marquerait encore aujourd'hui cet emplacement. Après cette période de conflits, Alsóvadász fut placée sous la domination ottomane et ses habitants payèrent un tribut au sandjak d'Eger.  
Après la fin de l'occupation turque, Alsóvadász fut rapidement reconstruite. La seigneurie passa successivement entre les mains des Sherédy, puis des Békény, avant de devenir au XVIe siècle un fief de la famille Rákóczi. Toutefois, durant la guerre d'indépendance de Rákóczi, le village fut dévasté. Il fut repeuplé en 1720 par la famille Csáky, avant d'être administré par les Fáy de Fáj.  
Au XIXe siècle, les idées réformatrices atteignirent Alsóvadász via l'Église réformée. Celle-ci développa une école et une maternelle pour les habitants. À cette époque, János Fogarasi, juriste et co-auteur du Dictionnaire de la langue hongroise avec Gergely Czuczor, travailla comme précepteur au sein de la famille Fáy dans les années 1820. Mihály Tompa, poète, arriva à Alsóvadász le 25 septembre 1847 et fut ordonné pasteur dans l'église locale le lendemain.  
Lors de la révolution de 1848, des volontaires de la localité, dirigés par Ferenc Fáy, rejoignirent l'armée de Lajos Kossuth. La population d'Alsóvadász continua de croître au XIXe siècle, atteignant 1 295 habitants en 1851, dont 1 153 réformés, 80 catholiques romains, 220 catholiques grecs et 42 juifs. En 1869, le village comptait 1 570 habitants, puis 1 745 en 1900.  
En 1906, les villages d'Alsóvadász et Jánosd fusionnèrent pour former l'actuelle Alsóvadász. Dès le milieu du XIXe siècle, Árpád Fáy de Fáj, dit le Boiteux, était le plus grand propriétaire terrien de la localité. Il possédait deux moulins, l'un à Alsóvadász, l'autre aux abords de Szikszó. Son fils, Elemér Fáy, devint plus tard seigneur de Monaj et Irota. La famille, réputée pour sa bienveillance envers ses employés, fut longtemps respectée dans la région. Leur sépulture familiale, située dans l'ancien cimetière, fut totalement détruite avant d'être restaurée symboliquement vers 2010 par leurs descendants.  
Les deux guerres mondiales firent de nombreuses victimes parmi les habitants. 27 soldats d'Alsóvadász périrent lors de la Première Guerre mondiale, et 24 autres durant la Seconde Guerre mondiale.  
Dans les années 1950, plusieurs familles d'Alsóvadász furent déportées sous le régime communiste. Parmi elles figuraient András Bethlen, fils du Premier ministre István Bethlen, ainsi que la famille Fáy, qui avait pourtant volontairement cédé ses terres et ses biens à la coopérative agricole locale. Malgré cela, les forces communistes ne furent pas satisfaites. Une anecdote transmise au sein de la famille raconte que les soldats rouges auraient sommé Árpád Fáy, alors chef de famille, de saisir un fusil appuyé contre une clôture. Ce à quoi il aurait répondu : « Si je le prends, vous me tirez dessus, car j'aurai levé une arme contre le pouvoir rouge. »
Lors de la révolution hongroise de 1956, aucun acte de violence ne fut signalé dans la localité.

## Population

### Minorités culturelles et religieuses
En 2001, la population d'Alsóvadász était composée à 65 % de Hongrois et à 35 % de personnes d'origine rom.
Lors du recensement de 2011, 97 % des habitants se déclaraient Hongrois, 36,9 % Roms et 0,3 % Allemands (2,9 % n'ont pas répondu ; en raison des identités multiples, le total peut dépasser 100 %). La répartition religieuse était la suivante : 23,4 % catholiques romains, 47,7 % réformés, 8,6 % catholiques grecs, 10,4 % sans appartenance religieuse, tandis que 9,1 % n'ont pas répondu.
En 2022, 94,5 % de la population se déclaraient Hongrois, 29,4 % Roms, 0,3 % Allemands, 0,1 % Croates, 0,1 % Bulgares et 1,2 % d'autres nationalités étrangères (5,4 % n'ont pas répondu). Concernant l'appartenance religieuse, 14,7 % étaient catholiques romains, 21 % réformés, 5,1 % catholiques grecs, 0,9 % autres chrétiens, 0,2 % évangéliques, 0,1 % orthodoxes, 20,8 % sans appartenance religieuse, tandis que 36,7 % n'ont pas répondu.

## Équipements

### Vie culturelle
Le centre communautaire d'Alsóvadász remplit plusieurs fonctions au sein de la localité. Il accueille notamment des expositions et abrite la bibliothèque municipale. Depuis 2004, sa salle d'exposition est dédiée à une collection permanente d'armoiries.  

### Réseaux extra-urbains
La localité est située dans la partie sud du massif de Cserehát, au bord du ruisseau Vadász, à 5 km au nord de la ville de Szikszó et à 22 km au nord-est de Miskolc. Outre Szikszó, les localités voisines sont Homrogd, à 6 km au nord, et Aszaló, à 8 km au sud-est. Dans une description de la région d'Alsóvadász et Jánosd datant de 1317, la localité de Dicháza (Dydych) était également mentionnée comme voisine.  
La localité est accessible uniquement par la route, via la route 2622, en passant par Szikszó ou Homrogd.

## Patrimoine local
L'église réformée a connu une histoire mouvementée qui a façonné son apparence actuelle. Construite au XIIIe siècle dans un style roman, elle fut remaniée dans un style gothique au XIVe siècle, restaurée en 1629 et profondément transformée en 1786. Son clocher fut ajouté en 1811 et l'extension nord en 1868. Orientée vers l'est, elle est entourée d'un mur de pierre. Son nef présente un plan rectangulaire allongé et un chœur à chevet plat. Sur le mur sud, au-dessus du porche, se trouvent une fenêtre romane et un petit oculus trilobé, tandis que le chœur possède une fenêtre gothique à remplage. L'église fit l'objet d'une importante restauration au XIXe siècle, période à laquelle sa nef fut dotée d'un plafond à caissons peints dans un style néoclassique et que son mobilier actuel fut installé. À l'extrémité occidentale de la nef, une tribune maçonnée à trois arcs repose sur des piliers, tandis que les tribunes du chœur et de l'extension nord sont en bois. Un élément notable est le linteau en pierre de style Renaissance de l'ancienne sacristie, toujours visible sur le mur nord.  
Le presbytère réformé, construit en 1773, fut agrandi en 1830. Il s'agit d'un bâtiment en torchis, couvert d'un toit en croupe et doté d'un plafond en planches de bois. Son élément architectural le plus remarquable est une galerie à arcades et balustrade, qui longe toute la façade nord-est. La façade sur rue est rythmée par des pilastres et trois fenêtres encadrées de bandeaux, surmontées d'une corniche moulurée. La structure du toit a été restaurée en 2010.  
L'église catholique de la localité constitue un autre lieu de culte important.  
Le monument aux morts rend hommage aux soldats d'Alsóvadász ayant pris part aux deux guerres mondiales. Les habitants y déposent des gerbes commémoratives lors des fêtes nationales.  
La maison noble des Fáy de Fáj, également appelée manoir Fáy, se situe dans le grand virage de la route traversant le village, au nord de la localité. L'ensemble, comprenant la maison principale et ses dépendances, fut nationalisé sous le régime communiste, en même temps que le logement des domestiques adjacent. Pendant des décennies, la demeure, les annexes et les hangars construits ultérieurement servirent de bureaux et de station mécanique à la coopérative agricole Béke. Bien que toujours en état acceptable, le manoir a conservé son style néoclassique rural, mais sa teinte vert pâle, probablement appliquée sous l'ère socialiste, est sujette à débat.  

## Personnalités liées à la localité
Géza Farkas (1874–1950) était un colonel de hussards, propriétaire terrien et principal administrateur du district ecclésiastique réformé de Tiszáninnen. Il fut également député au Parlement hongrois et membre de la Chambre haute.